# Horalavadi, Nanjangud
Horalavadi là một làng thuộc tehsil Nanjangud, huyện Mysore, bang Karnataka, Ấn Độ.